# حملة وهران (1707)
حملة وهران هي عملية عسكرية تحت قيادة إسماعيل بن الشريف ما بين سنة 1703م و1707م، حاول فيها تحرير وهران من الاحتلال الإسباني وضم بايلك الغرب. انتهت الحملة بهزيمة العلويين، في غابة تحمل الآن اسمه، غابة مولاي إسماعيل.

## خلفية تاريخية
كانت وهران آنذاك تحت الحكم الإسباني. وقد حاصرها السلطان العلوي إسماعيل عام 1693 دون أن ينجح في تحريرها، كما تذكر عديد المصادر مع الاختلاف حول التواريخ أن باي الغرب، مصطفى بوشلاغم، بدأ بمناوشات وحصار مدينتي وهران والمرسى الكبير المحتلتين ابتداء من سنة 1704م (أو 1705م).

## المحاولة
حاول السلطان مرة أخرى لتحرير المدينة سنة 1707 (أو ما بين 1703م - 1707م). أغار السلطان على المناطق القريبة من وهران تمهيدًا للسيطرة على المدينة في نهاية المطاف.

## الانهزام والتراجع
وقع الهجوم في غابة ليست بعيدة عن قرية صغيرة تدعى بركة الماء على بعد 35 كم شرق وهران. هُزم مولاي إسماعيل وجيشه على يد باي معسكر مصطفى بوشلاغم.

## التداعيات
ويقال أنه في ليلة هزيمته أثناء فراره من المعركة لم يبق معه إلا عدد قليل من ضباطه التفت إليهم إسماعيل وقال :«وهران تشبه الأفعى المختبئة تحت الصخر، والبؤس للجهلاء الذين يلمسونها ! ».
بعد حملة المولى إسماعيل الفاشلة، تمكن مصطفى بوشلاغم في عهد الداي محمد بقطاش من تحرير وهران عام 1708م بعد بداية الحصار في 1707م ، مستغلا حرب الخلافة الإسبانية، إلى غاية 1732 حين غزاها الإسبان واحتلوها مرة ثانية.

## الملاحظات
1. ↑  جادل بيشو بأن التاريخ المقدم من بعض المؤرخين (1707م) غير  ممكن لأنه يوافق حصار وهران من قبل بوشلاغم من 1704م إلى 1707، ورجح تاريخ 1703م [7]
2. ↑  في سبتمبر 1707م[14] أو 14 يونيو 1707م[15][16]